# Felapton

Félapton

Felapton est un terme de la logique aristotélicienne désignant un des six syllogismes de la troisième figure des vingt-quatre modes. Il est composé d'une majeure universelle négative, d'une mineure universelle positive et d'une conclusion particulière négative.
Un Felapton consiste en une proposition de ce type : aucun M n'est P, or tout M est S, donc quelque S n'est pas P.
Les cinq autres syllogisme de cette troisième figure sont : Datisi, Disamis, Ferison, Bocardo et Darapti.

## Exemples de syllogismes en Felapton
1. Aucun animal n'est esprit ;
2. Tout animal est substance ;
3. Donc quelques substances ne sont pas des esprits.

1. Aucun stylo ne permet de peindre un mur ;
2. Tout stylo permet d'écrire ;
3. Certains outils qui permettent d'écrire ne permettent pas de peindre un mur.

1. « Nul homme ne peut se quitter soi-même ;
2. Tout homme est ennemi de soi-même ;
3. Il y a donc des ennemis que l'on ne saurait quitter. »[1]